# 아비정전
《아비정전》(중국어 간체자: 阿飞正传, 정체자: 阿飛正傳, 광둥어: aa3 fei1 zing3 zyun6 아페이징쥰, 영어: Days of Being Wild)은 1990년에 제작된 왕가위가 감독한 홍콩 영화이다.
대한민국에는 신라영화㈜에서 수입하여 1990년 12월 22일에 극장 개봉하였고, 2008년에 스폰지에서 작품을 재수입하였고, 작품의 주연 배우 장국영의 사망 5주기에 맞춰 2008년 4월 1일에 재개봉하였다.
2009년에는 장국영의 사망 6주기에 맞춰 서울 중구 저동에 위치한 스폰지하우스 중앙관에서 재상영하였다. 2011년에는 ㈜케이알씨지에서 재수입하여 HD 리마스터링 버전을 웹 다운로드로 출시하였다. 2012년 1월, 2월에는 서울아트시네마의 시네마테크의 친구들 영화제에서 상영되었다. 또한 실질적인 제작사는 미디어 아시아 필름(寰亞電影)이다.

## 줄거리
1960년 홍콩, 바람둥이 아비(장국영 분)는 매표소에서 일하는 소려진(장만옥 분)을 만난다. 려진은 아비의 끈질긴 구애에 넘어가 그를 사랑하게 되고, 아비의 집에서 같이 살게 된다. 려진은 아비와 결혼하기를 바라지만 아비는 냉정하게 거절한다. 아비의 차가운 태도에 상처받은 려진은 아비를 떠난다. 아비는 자신의 양어머니(반적화 분)의 새 애인을 사기꾼이라 생각하고 찾아가 두들겨패고, 그 자리에서 댄서인 루루(유가령 분)를 만난다. 아비는 루루를 유혹하여 새로운 관계를 시작한다. 아비의 친구(장학우 분)도 남몰래 루루를 사랑하게 된다.
려진은 아비를 잊지 못해 괴로워한다. 려진은 자기 짐을 돌려받으러 아비의 집을 찾아갔다가 경찰관(유덕화 분)의 눈에 뜨인다. 경찰관은 려진이 짐을 돌려받도록 도와주고 그녀를 위로한다. 이후 두 사람은 길에서 몇 번 더 마주치지만 두 사람은 이어지지 못한다. 경찰관은 자신의 원래 꿈이었던 선원이 되어 홍콩을 떠난다.
아비는 아기 때 홑몸인 양어머니에게 입양되었고, 친어머니는 양어머니에게 다달이 넉넉한 돈을 보내 주고 있다. 아비는 친어머니를 찾아가고 싶어하지만 양어머니는 그가 떠나갈까 두려워 친어머니에 관해 알려주지 않는다. 아비는 결국 양어머니에게서 친어머니에 관한 정보를 얻어내고 그녀를 찾아 필리핀으로 떠난다. 아비의 친구는 절망에 빠진 루루를 위로하려 하지만 루루는 그에겐 아무런 감정이 없다며 그를 밀쳐낸다. 결국 그는 단념하고 루루에게 필리핀에 가서 아비를 찾아보라며 돈을 건넨다.
아비는 친어머니의 저택을 찾아가지만 가정부가 그녀가 집에 없다 말하자 그냥 돌아간다. 선원이 된 경찰관은 차이나타운 길거리에 취해 쓰러져 있는 아비를 발견하고 숙소로 데려온다. 두 사람은 함께 필리핀을 떠나기로 한다. 아비는 위조 여권을 사러 갔다가 상대를 칼로 찌르고 도망쳐 나온다. 아비와 경찰관은 간신히 자리를 빠져나와 기차에 올라타지만, 경찰관이 잠깐 자리를 비운 사이 누군가가 나타나 아비를 총으로 쏜다. 경찰관은 아비가 려진에게 했던 말을 기억하는지 넌지시 물어보고, 아비는 그것을 기억하지만 나중에 려진을 만나거든 자기가 그것을 잊었더라고 말해 달라 부탁하며 숨을 거둔다.

## 출연진
- 장국영 - 아비(욱자)
- 장만옥 - 소려진
- 유가령 - 루루
- 장학우 - 아비의 친구(왜자)
- 유덕화 - 경찰관(초자)
- 반적화 - 아비의 양어머니
- 티타 무뇨스 - 아비의 친어머니

## 한국판 성우진(KBS)
- 김승준 - 아비(장국영)
- 송도영 - 려진(장만옥)
- 배정미 - 루루(유가령)
- 홍시호 - 경찰관(유덕화)
- 김일 - 아비의 친구(장학우)
- 유지영 - 아비의 양어머니(반적화)
- 김정미 - 여관주인(소림)
- 전인배 - 바람둥이 남자(디날로 안투네스)
- 전진아 - 길거리 여성(안젤라 포노스)

## 수상정보
- 제10회 홍콩 금상장영화제 최우수작품상, 감독상, 남우주연상, 촬영상,미술감독상 수상
- 제28회 대만 금마장영화제 최우수감독상, 여우조연상, 미술감독상, 의상디자인상, 편집상, 녹음상 수상

## 배경음악
- 사비에르 쿠가트의 Maria Elena라는 노래가 해당 영화의 주요 배경음악을 위주로 사용하고 있는 것으로 알려져 왔다.

## 해외 수출

### 대한민국
- 개봉 : 1990년 12월 22일
- 재개봉 : 2008년 4월 1일, 2009년 4월 1일
- 관람 등급 : 15세 이상 관람가
- 러닝타임 : 94분(2009년), 100분(2011년)
- 수입 : 신라영화㈜, 스폰지(2008년 재수입), ㈜케이알씨지(2011년 재수입)
- 배급 : 스폰지(2008년)
- 제공 : ㈜케이알씨지(케이알컨텐츠그룹 명의 사용, 2011년)
- 저작권 보호 대행 : 씨네21i㈜

## 같이 보기
- 홍콩 영화
- 크리스토퍼 도일